# Gare de Vaugirard-Ceinture
Gare de Vaugirard-Ceinture je zrušená železniční stanice v Paříži v 15. obvodu. Nádraží bylo v provozu v letech 1867–1934. Budova se nachází na adrese 397, rue de Vaugirard.

## Lokace
Nádraží se nachází na kilometru 11,348 železniční tratě Petite Ceinture mezi bývalými stanicemi Grenelle-Ceinture a Ouest-Ceinture. 
Budova stanice stojí v Rue Vaugirard, poblíž křižovatky s ulicemi Rue Firmin-Gillot a Rue Lacretelle. V tomto místě se trať dostává na násep a překonává ulici Vaugirard po viaduktu.

## Historie
Nádraží bylo pro cestující otevřeno 25. února 1867. Na počátku 20. století byla vybudována podzemní chodba kvůli přestupu na metro ve stanici Porte de Versailles. Tak jako celá linka, bylo i nádraží uzavřeno pro osobní přepravu 23. července 1934. V září 2013 byl vybudován přístup do parku Petite Ceinture du 15e.